# 張祚 (景泰進士)
張祚（1420年—？），字永錫，直隸松江府華亭縣人，民籍，明朝政治人物。進士出身。

## 生平
應天府鄉試第六十四名。景泰五年（1454年）甲戌科會試第二百九十四名，殿試登進士第二甲第二十八名。歷官廣東按察司佥事，成化七年（1471年）九月升河南副使。

## 家族
曾祖父張成甫。祖父張子琦。父亲張以能，曾任聽選官。